# Tron: Ares
Tron: Ares es una próxima película estadounidense de ciencia ficción producida por Walt Disney Pictures y distribuida por Walt Disney Studios Motion Pictures. Sirve como secuela independiente de Tron y Tron: Legacy. La película está dirigida por Joachim Rønning, con una historia escrita por Steven Lisberger y Bonnie MacBird a partir de un guion de Jesse Wigutow y producida por Jared Leto, Justin Springer, Jeffrey Silver y Emma Ludbrook.

## Elenco
- Jared Leto como Ares: Un programa altamente sofisticado que fue enviado desde La Red al mundo real en una misión peligrosa.
- Evan Peters como Julian Dillinger: Antagonista y creador de Ares
- Jeff Bridges como Kevin Flynn: El ex CEO de ENCOM International y creador del popular juego de arcade Tron; Desapareció en 1989 al desarrollar "Una frontera digital que remodelará la condición humana" y supuestamente murió luego de fusionarse con el programa CLU 2 en Tron: Legacy.[1]
- Greta Lee como Eva Kim: una brillante programadora cuyo mejor trabajo proporciona un camino para que Ares ingrese al mundo real.La protagonista humana de la historia. Una genio de la tecnología, centrada y de corazón abierto, analítica y observadora. Una de las mejores programadoras del mundo. Solitaria, antisocial, la forma en que se conecta con Ares no es romántica sino una conexión empática.
- Jodie Turner-Smith como Atenea: Entrometida, impulsada únicamente por un impulso innato. Abierta a cumplir cualquier orden que se le dé sin cuestionarla, Athena es miembro de una unidad de fuerzas especiales de élite y segunda al mando. Cuando Athena siente que su superior Ares se ha desviado de su misión, lo denuncia sin dudarlo y asume rápidamente su papel de líder, con la intención de destruirlo y cumplir la orden a toda costa. Con un poder increíble y la incapacidad de temer o dudar, Athena es casi una fuerza imparable y una figura trágica.
- Cameron Monaghan como Caius: Un soldado agotado por la batalla, que de repente siente miedo durante una batalla abierta y comienza a cuestionar el significado de la guerra. Su superior Ares es testigo de este comportamiento sin precedentes y le muestra simpatía.
- Sarah Desjardins
- Gillian Anderson como Elisabeth Dillinger. Ella es la mamá de Julian Dillinger y Edward Dillinger, Jr. Ella es la viuda de Edward Dillinger.
- Arturo Castro como Seth: El asistente de Eva Kim. Seth es un programador humorístico.
- Hasan Minhaj como Ajay Patel: Director técnico de ENCOM

## Producción

### Desarrollo

#### Desarrollo inicial de la secuelade Tron Legacy
El desarrollo de una secuela de Tron Legacy fue anunciado en octubre de 2010 por el creador de la franquicia Steven Lisberger, y los guionistas de Legacy Edward Kitsis y Adam Horowitz regresarán. En abril de 2011, el director Joseph Kosinski declaró que el guion aún estaba en desarrollo y que seguiría a los personajes de Sam Flynn y Quorra en el mundo real. El 31 de marzo, Kosinski dijo que se esperaba que el guion de la película estuviera terminado en dos semanas y que su título provisional es TR3N. En junio, se informó que el guionista David DiGilio fue contratado para escribir el guion, ya que Kitsis y Horowitz abandonaron para desarrollar su serie de televisión Once Upon a Time. En marzo de 2012, Bruce Boxleitner declaró que creía que podría comenzar a filmar ya en 2014, después de que Kosinski estuviera disponible luego de sus compromisos con la película Oblivion. En junio, Kitsis y Horowitz revelaron que todavía estaban involucrados en el proyecto, aunque en diciembre habían contratado a Jesse Wigutow para reescribir el guion. Ese mismo mes, se confirmó que Boxleitner y Garrett Hedlund regresarían para la secuela.
En marzo de 2015, se reveló que Disney había dado luz verde oficialmente a la tercera película con el regreso de Hedlund, Kosinski y Olivia Wilde, y la producción debía comenzar en octubre en Vancouver. Sin embargo, en mayo se anunció que Disney había descartado la película, lo que Wilde confirmaría el mes siguiente. Se afirmó que el motivo de la cancelación fue el resultado del fracaso de taquilla de Tomorrowland. En julio, Boxleitner anunció que la cancelación de la película había terminado con su interés en regresar a la franquicia, mientras que en septiembre Hedlund declararía que le dijeron que la secuela no estaba "totalmente muerta" y que estaría interesado en regresar en caso de que Se anunciará una nueva película.
En agosto de 2016, el exejecutivo de desarrollo de Disney, Brigham Taylor, dijo a ScreenRant que "obviamente ha habido conversaciones", refiriéndose a la posibilidad de una secuela. El 28 de febrero de 2017, durante una sesión de preguntas y respuestas con Joseph Kosinski, reveló que TRON 3 no había sido desechado, sino que dijo que estaba en "congelación criogénica". La razón de esto, según Kosinski, fue la actual "vergüenza de las riquezas" de Disney, en referencia a la entonces reciente adquisición por parte del estudio de Lucasfilm y Marvel . El director también explicó su premisa para la tercera película, llamada TRON: Ascension . Si bien el guion aún estaba sin terminar, la película planeada habría sido una "película de invasión", en la que el mundo digital de Grid cruzaría y atacaría el mundo real.

#### Reboot
Unos días más tarde, se informó que Disney supuestamente estaba considerando reiniciar la franquicia con Jared Leto adjunto para interpretar a un nuevo personaje llamado "Ares", que se originó en el guion de TRON 3.El 11 de marzo de 2019, el coproductor Justin Springer consolidó aún más la idea de otra película de Tron en una conferencia de prensa previa al lanzamiento de Dumbo diciendo: "Mira, nunca dejaré de estar interesado en hacer una película de TRON. Me encanta la oportunidad de hacerlo. Es un título que nunca desaparece internamente. Siempre hay gente en la empresa a la que le gusta mucho. Y por eso, nosotros Veré qué pasa. Sería fantástico tener la oportunidad de hacerlo de nuevo. Es interesante. Lo que diré es que creo que sigue siendo relevante tanto en sus ideas como también en su iconografía visual. Creo que la gente todavía está interesada en él y todavía me parece contemporáneo. Así que se trata simplemente de encontrar el momento adecuado, guion adecuado y que la gente adecuada en el estudio diga "sí".
En julio de 2020, The Disinsider informó que la tercera película aún está en desarrollo como secuela con el regreso de Leto y el elenco de Legacy, y que actualmente está buscando director. En agosto de 2020, Deadline informó que Garth Davis fue elegido para dirigir la película, con el guion más reciente escrito por Jesse Wigutow.En marzo de 2022, mientras promocionaba Morbius, Leto confirmó que la película todavía está en marcha. En enero de 2023, Davis había dejado el puesto de director y Joachim Rønning inició negociaciones para asumir el puesto de director, con Leto todavía en el cargo.  En junio, Evan Peters, Greta Lee y Jodie Turner-Smith se unieron al elenco. Cameron Monaghan y Sarah Desjardins se sumarían el mes siguiente.
La actriz Gillian Anderson se unió al reparto el 22 de enero de 2024.
Los actores Hasan Minhaj y Arturo Castro se unieron al elenco el 29 de Marzo. 
 El 29 de abril de 2024, se anunció el regreso de Jeff Bridges como Kevin Flynn. 

### Rodaje
La fotografía principal estaba programada para comenzar en Vancouver  el 14 de agosto de 2023, pero se pospuso indefinidamente debido a la huelga del Writers Guild of America de 2023 y a las huelgas SAG-AFTRA de 2023 . Tras la conclusión de las huelgas a principios de noviembre de 2023, se informó que el rodaje comenzaría a principios de 2024. Sin embargo, a finales de noviembre de 2023, se anunció que la producción del proyecto comenzaría oficialmente después de la temporada navideña del mismo año.  En diciembre, Rønning reveló que la producción había comenzado.